# Mpouya
Mpouya est une localité de la République du Congo, chef-lieu du district homonyme située dans la région des plateaux à 215 km de la capitale Brazzaville.
Elle est surtout connue par son type de climat et possède des rivières.